# Gerhard Daum Music Edition
ToneWork Records und die Gerhard Daum Music Edition (GDME) sind Gründungen des deutschen Musikers und Produzenten Gerhard Daum. Bestehend aus einem Label, einem Verlag und einer Musikbibliothek, liegt der Fokus in der Veröffentlichung und Bereitstellung der Kompositionen Daums. Die Musiken des Komponisten wurden in Filmen, Fernsehsendungen und Videospielen verwendet, sowohl in europäischen als auch in amerikanischen Produktionen.

## Geschichte
1993 gründete Gerhard Daum die GDME. Ab diesem Zeitpunkt kümmerte sich der Verlag um die Rechte des Komponisten. In München ansässig, gründete Daum 1995 dort ebenfalls das Label ToneWork Records, dass sich exklusiv um den Vertrieb der Musik des Komponisten kümmert. Während Daums Zeit in Los Angeles kam noch eine Musikbibliothek dazu, die 2001 entstand.
Label, Verlag und Bibliothek vertreten ausschließlich Gerhard Daum. Sie sichern zum einen die Rechte an Daums Kompositionen, zum anderen ermöglichen sie dem Komponisten die größtmögliche künstlerische Freiheit.
1996 nahm er das Album Mental Voyager – Voiceland in Dolby Surround auf, ein zu der Zeit noch ungewöhnliches Vorgehen für Musik. Im Rolling Stone erhielt das Album im Oktober des Jahres eine 4-Sterne Bewertung. Zudem bestand eine Kollaboration mit den Brandenburger Symphonikern. Das 2017 erschienene Album Film Music Suites hat Daum gemeinsam mit dem Orchester aufgenommen und dabei verschiedene Arbeiten für Film und Fernsehen für das Orchester noch einmal bearbeitet.

## Profil
Die GDME ist eine unabhängige, internationale Music Library, die Medienmusiken zur Verfügung stellt, die Gerhard Daum komponiert und produziert hat. Der Katalog bietet Musiken für Film und TV, Medienproduktionen und Videospiele, Kompositionen für Soloinstrumente und Orchesterproduktionen. Auftragswerke produziert die GDME in ihrem eigenen Studio in Berlin.
Die GDME arbeitet weltweit mit unterschiedlichen Vertriebspartnern zusammen. Zu diesen gehören unter anderen Nichion und Modoocom für den asiatischen Markt und seit 2010 Warner/Chappell PM für den amerikanischen Markt.
Neben seiner Tätigkeit für Film und Fernsehen hat Daum auch mehrere Soloprojekte produziert. Diese Alben werden auf ToneWork Records veröffentlicht. 2014 erfolgte auch die Wiederveröffentlichung seines Debütalbums Mental Voyager – A Music Journey auf seinem Label.
Auf ToneWork Records arbeitet Daum auch immer wieder in Kollaborationen mit anderen Musikern und Ensembles. So etwa mit dem Chor des Bayerischen Rundfunks, den Cambridge Consort Voices, dem Historischen Ensemble Regensburg und 2017 den Brandenburger Symphonikern unter Hannes Ferrand.
Im Dezember 2017 war Daums Album Rural Renewal auf Nummer eins der Airplay-Charts des Zone Music Reporter.

## Veröffentlichungen

### Soundtracks
- Film Music Suites – Original Film and TV Themes[11]
- That which I Love Destroys Me – Original Motion Picture Soundtrack[12]
- Hindenburg & Hitler – Original Motion Picture Soundtrack[13]
- Film Music Collection II – Drama Love Romance – Original Film and TV Themes[14]
- Climate Warriors[15]

### Alben
- 3D Scoring – Fantasy Animation Family[16]
- Rural Renewal – Gerhard Daum Guitar & String Ensemble[17]
- Epic Drama – Music for Movies Games Trailers[18]

Epic Action – Music for Movies Games Trailers
- Piano Visions – New-Classical-Piano-Music[20]
- String Theory (Featuring Electric & Acoustic Guitars)[21]
- Mental Voyager – A Music Journey – A Gerhard Daum Project [22]
- Mental Voyager – Voiceland – A Gerhard Daum Project[23]

### Media Productions
- Commercials to Go – Visionary & Inspirational
- Commercials To Go – Positive & Optimistic
- Commercials – Suspense Action Drama
- Commercials Vol.2 – Contemporary Styles
- Commercials Vol.3 – Twisted Alternative Urban
- Dark Energy – Crime Tension Mystery
- Drama Emotion Family Trailers & Commercials
- Drama War Tension
- Drones – Tension Mystery Drama
- Drums & Percussion
- EthnoColors – Magic Flutes From around the World
- Ethno Trailers
- European Folk Songs – Traditional & Contemporary Styles
- Explosive Choirs – Action Adventure Drama[24]
- Film Music Collection – Suspense Drama Action
- Film & TV Action Trailers[25]
- Green Evolution – Commercials Trailers Promos
- Modern X-mas
- Power Drums – Commercials Promos Trailers
- Storm Guitars – Trailers for Action Adventure Drama[26]
- Suspense Horror Tension Trailers & Commercials[27]